# Otto Neururer
Otto Neururer (25. března 1882, Fließ – 30. května 1940, koncentrační tábor Buchenwald) byl rakouský římskokatolický kněz, oběť nacistického režimu. Katolická církev jej uctívá jako blahoslaveného mučedníka.

## Život

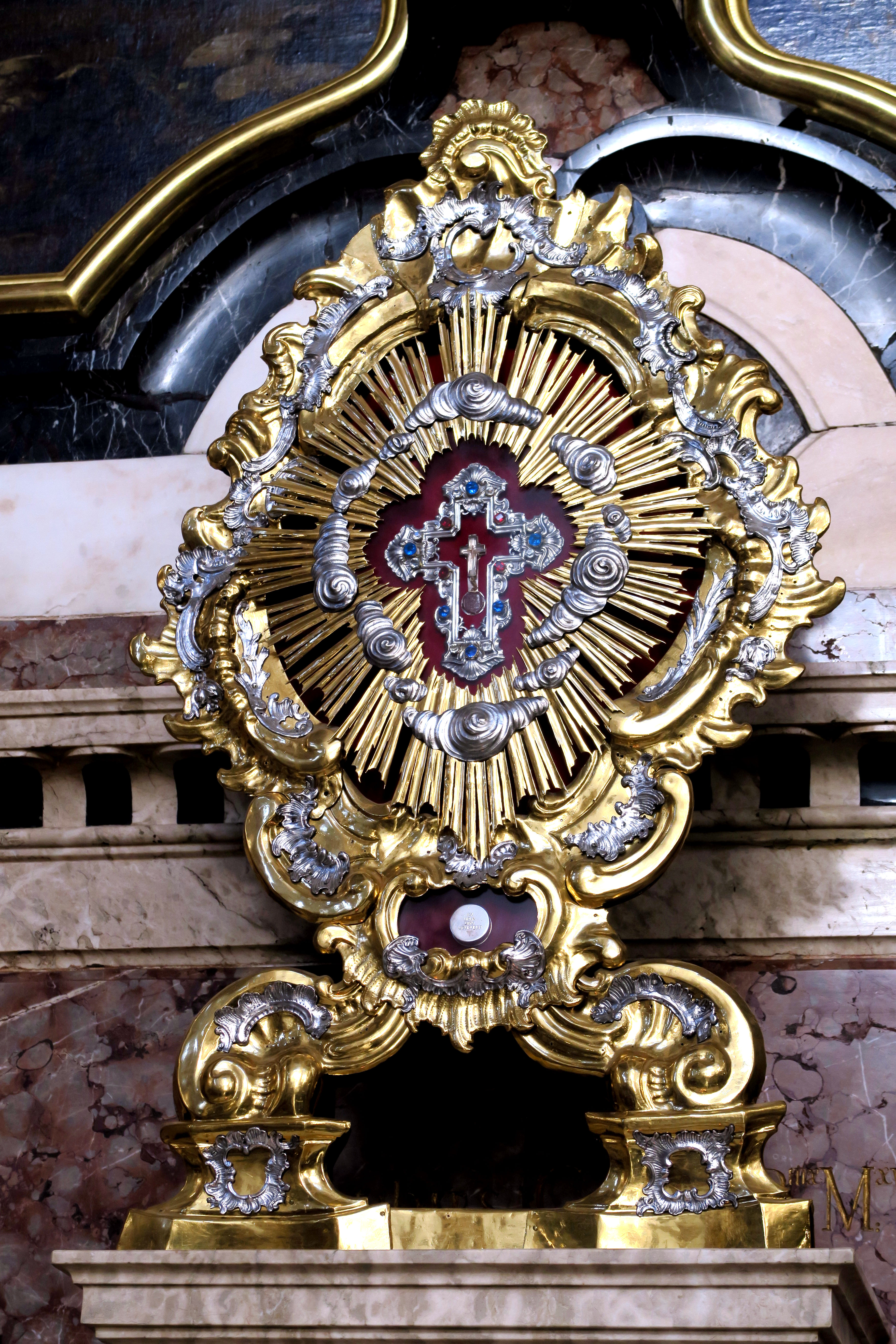
Relikviář s jeho popelem v katedrále sv. Jakuba v Innsbrucku

Narodil se dne 25. března 1881 v obci Fließ jako poslední z dvanácti dětí chudým a skromným farmářům Aloisi Neururerovi a Hildegardě Streng. Jeho rodiče měli malé hospodářství s mlýnem. V osmi letech mu zemřel otec.
S podporou svého strýce zahájil roku 1895 v Brixenu u vincentinů svoji kněžskou formaci a od roku 1903 dále pokračoval studiem teologie, než byl 29. června 1907 vysvěcen na kněze pro innsbruckou diecézi. Svoji primiční mši svatou složil ve své rodné obci. Toužil vstoupit do Tovaryšstva Ježíšova, aby se mohl připojit k jezuitským misiím, avšak jeho křehké zdraví mu v tom zabránilo. Po vysvěcení sloužil jako učitel náboženské výchovy v Innsbrucku a později se připojil ke křesťansko-sociálnímu hnutí (v duchu encykliky Rerum novarum) navzdory skutečnosti, že se tím dostal do sporu s jeho konzervativními představenými. Roku 1932 byl ustanoven farářem v Götzensu.
Po anšlusu Rakouska v roce 1938 docházelo k zatýkání nepohodlných osob, včetně kněží. Téhož roku doporučil jedné dívce, aby se neprovdala za rozvedeného muže, známého svým zhýralým a ateistickým životem, kvůli jeho pochybné morálce, avšak onen muž byl osobním přítelem nacistického politika Franze Hofera. Dívka odmítla poslechnout  jeho radu a svěřila se s tím svému muži, který jej prostřednictvím svých známostí nahlásil úřadům. Dne 15. prosince 1938 byl zatčen na základě „pomluvy ke škodě německého manželství“ a 3. března 1939 poslán do koncentračního tábora Dachau, než byl 26. září 1939 poslán do Buchenwaldu, kde čelil častému mučení. Ve vězení se o své vzácné příděly jídla dělil se slabšími vězni.
Přestože měl podezření na past, souhlasil s provedením zakázaného křtu spoluvězně v táboře, který jej o to v dubnu roku 1940 požádal. Jeho činnost však byla odhalena, načež byl odsouzen k smrti. Byl nahý pověšen hlavou dolů, dokud nezemřel po 34 hodinách agónie. Jeho poprava byla údajně provedena na příkaz sadistického SS Hauptscharführera Martina Sommera. Kaplan Alfred Berchtold (1904–1985) byl svědkem jeho umučení a řekl, že si nikdy nestěžoval, ale mumlal, dokud byl ještě při vědomí. Jeho ostatky byly zpopelněny 3. června 1940 (nacisté později připisovali jeho smrt „akutní srdeční slabosti“) a jeho popel byl téhož měsíce poslán v urně do Götzensu, kdy byl později umístěn pod oltář tamějšího farního kostela.

## Úcta
Jeho beatifikační proces započal dne 23. května 1983, čímž obdržel titul služebník Boží. Dne 12. ledna 1996 podepsal papež sv. Jan Pavel II. dekret o jeho mučednictví.
Blahořečen pak byl dne 24. listopadu 1996 na Svatopetrském náměstí papežem sv. Janem Pavlem II.
Jeho památka je připomínána 13. srpna nebo 30. května. Bývá zobrazován v kněžském oděvu.